# چرمینگون
چرمینگون (به لاتین: Chermignon) یک بخش‌های سوئیس و بخش و منطقه مسکونی در سوئیس است که در کانتون وله واقع شده‌است. چرمینگون ۲٬۷۷۲ نفر جمعیت دارد.